# تيتو إل بامبينو
إفراين ديفيد مورينو ديلانو (من مواليد 5 أكتوبر 1981) المعروف باسم تيتو «إل بامبينو» (Tito El Bambino) هو مغني وكاتب أغاني بورتوريكي. صعد إلى الشهرة كجزء من الثنائي هيكتور و تيتو و حقق النجاح "Ay Mami"مع مغني الراب براينت مايرز.
في عام 2010، حازت أغنيته " El Amor " التي كتبها مع جوان أورتيز إسبادا، على جائزة أفضل أغنية لاتينية للعام من قبل الجمعية الأمريكية للملحنين والمؤلفين والناشرين. حصل على جائزة كاتب الأغاني لهذا العام في ASCAP 2011 كما قام بغنائها في إحدى الحفلات في البيت الأبيض أمام رئيس الولايات المتحدة الأمريكية السابق باراك أوباما. له تعاونات مع دادي يانكي ونيكي جام وبلان بي وزايون ولينوكس وأركانهيل ودي لا غيتو وجويل وراندي وجيني ريفيرا ومارك أنتوني وتاليا وأولغا تانون وويسين وياندل ودون عمر ونينغو فلو وكوسكولويلا بين فنانين أخرين.
من اشهر أغانيه: Baila Morena و Caile و Por Que Les Mientes و Siente El Boom و Flow Natural و Sol, Playa y Arena و A Que No Te Atreves و Mientame.

## ديسكوغرافيا
- قمة الخط (2006) (Top Of The Line)
- إنه وقتي (2007) (It's My Time)
- الباترون (2009) (El Patrón)
- لا يقهر (2011) (Invicvible)
- لا يهزم (2013) (Invicto)
- تسلسل عالي (2014) (Alta Jerarquía)
- الدمية (2020) (El Muñeco)

## روابط خارجية
- الموقع الرسمي: الإنجليزية / الإسبانية
- موقع MySpace الرسمي
- قناة يوتيوب الرسمية
- تيتو إل بامبينو ، Artista Destacado - Billboard En Español نسخة محفوظة 1 يونيو 2009 على موقع واي باك مشين.